# Saint-Étienne-à-Arnes
Saint-Étienne-à-Arnes je francouzská obec v departementu Ardensko v regionu Grand Est. V roce 2012 zde žilo 242 obyvatel.

## Poloha obce
Obec leží u hranic departementu Ardensko s departementem Marne. Sousední obce jsou: Cauroy, Machault, Saint-Pierre-à-Arnes, Saint-Souplet-sur-Py (Marne), Sainte-Marie-à-Py (Marne), Semide a Sommepy-Tahure (Marne).

## Vývoj počtu obyvatel
Počet obyvatel